# Olympische Jugend-Sommerspiele 2018/Teilnehmer (São Tomé und Príncipe)
| Gelbes Symbol für Goldmedaillen mit stilisierten Olympischen Ringen | Graues Symbol für Silbermedaillen mit stilisierten Olympischen Ringen | Braundes Symbol für Bronzemedaillen mit stilisierten Olympischen Ringen |
| ------------------------------------------------------------------- | --------------------------------------------------------------------- | ----------------------------------------------------------------------- |
| —                                                                   | —                                                                     | —                                                                       |

Die Jugend-Olympiamannschaft aus São Tomé und Príncipe für die III. Olympischen Jugend-Sommerspiele vom 6. bis 18. Oktober 2018 in Buenos Aires (Argentinien) bestand aus vier Athleten.

## Athleten nach Sportarten

### Kanu
Jungen
- Alex Antunes
Canadier-Einer Sprint: 14. Platz
Canadier-Einer Slalom: disqualifiziert (Vorlauf)

### Leichtathletik
| Mädchen - Edzinadia Ceita 100 m: 27. Platz | Jungen - Fabio Moniz 100 m: 30. Platz |

### Taekwondo
Mädchen
- Sara Neto
Klasse bis 63 kg: 9. Platz